# ユーリー・ニクーリン
ユーリー・ウラジーミロヴィチ・ニクーリン（ロシア語: Юрий Владимирович Никулин, ラテン文字転写: Yurii Vladimirovich Nikulin, 1921年12月18日 - 1997年8月21日）は、ソビエト連邦（ソ連）の俳優、道化師。ソ連を代表する喜劇役者のひとり。

## 経歴
スモレンスク州デミドフで生まれ、1925年にモスクワへ移った。1939年に高校を卒業後兵役に就き、対空砲連隊に配属された。戦後、モスクワにあるサーカス劇団の道化師養成室に入った。サーカス劇団で働き、後年、劇団の舞台監督となった。
1958年に映画初出演して以降、コメディ映画を中心に出演を重ねた。代表作のひとつにソ連で大ヒットした1969年の映画『ダイアモンド・アーム』がある。コメディ以外では、1962年、第15回カンヌ国際映画祭で上映されたレフ・クリジャーノフ監督の1961年製作ソ連ドラマ映画『Когда деревья были большими』でコメディのみならずシリアスな心理状態をもつ顔をも見せている。また、セルゲイ・ボンダルチュク監督の1975年ソビエト映画『祖国のために』にも出演している。
ソ連のエドワルド・ボチャロフと日本の衣笠貞之助が共同で監督を務め、1966年に一般公開された日ソ合作映画『小さい逃亡者』に道化師ニクーリンとして出演。1976年製作のアレクセイ・ゲルマン監督のソビエト映画『戦争のない20日間』ではリュドミラ・グルチェンコと共演し、主人公の従軍記者ロパーチン少佐を演じた。そしてロラン・ブイコフが監督し1983年に製作された、学校でのいじめを題材にしたソ連映画『転校生レナ』では主人公でいじめられっ子の少女レナの祖父役を演じている。
ソ連人民芸術家および社会主義労働英雄の称号を授与され、さらにレーニン勲章を二度にわたって受けた。1997年に心臓手術後の合併症によりモスクワで死去。
天文学者リュドミーラ・ジュラヴリョーワが発見した小惑星「ニクーリン」(4434 Nikulin) の名は彼にちなむ。

## フィルモグラフィー

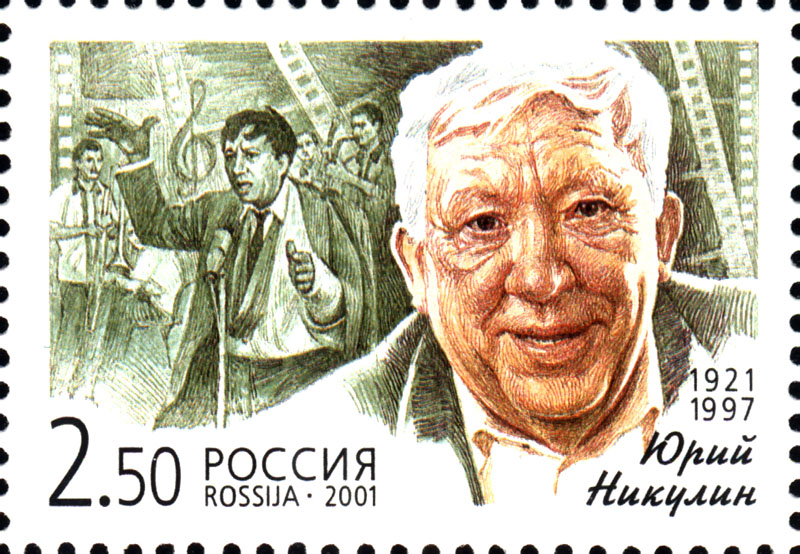
ニクーリンの記念切手

- 小さい逃亡者 Маленький беглец (1966)
- ダイアモンド・アーム Бриллиантовая рука (1969)
- 祖国のために Они сражались за Родину (1975)
- 戦争のない20日間 Двадцать дней без войны (1981)
- 転校生レナ Чучело (1984)